# E-Wydawnictwo. Portal Publikacji Naukowych
E-Wydawnictwo. Portal Publikacji Naukowych – Internetowe wydawnictwo naukowe, którego misją jest sprzyjanie popularyzacji wiedzy i rozwoju zasad korespondencji w nauce oraz promowanie wysokich standardów w polskim środowisku akademickim poprzez świadczenie nowatorskiej e-usługi na rzecz:
- autorów i tradycyjnych wydawców publikacji naukowych, wspierając ich w szybkim publikowaniu publikacji cyfrowych o szerokim zasięgu i prestiżu;
- bibliotek, czytelni i indywidualnych czytelników, dostarczając im narzędzie do łatwego wyszukiwania i pobierania w formie elektronicznej szerokiego spektrum publikacji;
- uczelni i instytucji naukowych, udostępniając platformę integrującą środowisko akademickie z różnych dyscyplin
System E-wydawnictwa przewiduje trzy podstawowe kategorie publikacji naukowych:
- artykuły nierecenzowane i materiały robocze (working papers) - celem tych publikacji ma być możliwie szybkie podzielenie się ze środowiskiem akademickim wynikami (choćby częściowymi lub roboczymi) prowadzonych badań; stanowi to okazję do zebrania przez autora ewentualnych uwag i sugestii ze strony czytelników; system umożliwia wysłanie e-mail na adres autora lub zamieszczenia komentarza na forum internetowym dedykowanym oddzielnie do każdej pracy,
- artykuły recenzowane - to pozycje, które pomyślnie przeszły proces recenzyjny w tradycyjnych wydawnictwach i zostały opublikowane w formie drukowanej oraz równolegle umieszczone w formie cyfrowej w systemie E-wydawnictwa; dzięki umieszczeniu w Internecie artykułów, które często ukazują się w niskonakładowych publikatorach Autor ma okazję zwiększyć zasięg oddziaływania własnej twórczości,
- e-książki - książki naukowe publikowane w tradycyjnych wydawnictwach, a następnie umieszczone w formie cyfrowej w systemie E-wydawnictwa.